# Хуи (династија Хан)
Цар Хуи из династије Хан или Цар Сјао-хуи (кин: 孝惠皇帝; пин: Xiàohuì huángdì; 210. п. н. е., Округ Пеј — 188. п. н. е., Чанган), био је други кинески цар из династије Западни Хан (195—188. п. н. е.). Био је син Лију Банга, оснивача династије Хан и царице Лју. Владавину обележио је превелики утицај царице Лју, која је заправо и управљала земљом.